# Echanella
Echanella (лат.) — род чешуекрылых из подсемейства совок-пядениц, описанный Джорджем Бетуном-Бейкером в 1908 году. Распространены в Юго-Восточной Азии.

## Описание
Сходны с представителями рода Hydrillodes. Усики самцов опушённые. Нижнегубные щупики сильно изогнуты. Первые два членика лапок расширены. Передние крылья обычно черновато-коричневые. Задние крылья темно-серые. Размах крыльев 32-37 мм.

## Систематика
В составе рода пять видов:
- Echanella albibasalis (Holland, 1900) — Новой Гвинея и Молуккские острова[1].
- = Echanella purpurea Bethune-Baker, 1908[1].
- Echanella funerea Bethune-Baker, 1908 — Новая Гвинея[4].
- Echanella hirsutipennis Robinson, 1975 — Фиджи[1].
- Echanella obliquistriga Prout, 1928 — Калимантан[2].
- Echanella temperata Prout, 1928 — Полуостров Малакка, Суматра, Ява, Калимантан, Сулавеси[1].